# Fogg Highland
Das Fogg Highland ist ein 30 km langes und 15 km breites Hochland an der Black-Küste des Palmerland auf der Antarktischen Halbinsel. Es endet im Nordosten am Kap Herdman und wird im Norden durch das Violante Inlet sowie im Süden durch den Clowes-Gletscher begrenzt.  
Luftaufnahmen entstanden 1940 bei der United States Antarctic Service Expedition (1939–1941), 1947 bei der Ronne Antarctic Research Expedition (1947–1948) sowie durch die United States Navy zwischen 1956 und 1967. Wissenschaftler der Ronne Antarctic Research Expedition nahmen bei einer gemeinsamen Hundeschlittenexkursion mit dem Falkland Islands Dependencies Survey im November 1947 Vermessungen vor. Das UK Antarctic Place-Names Committee benannte das Hochland 1981 nach dem britischen Meeresbiologen Gordon Elliott Fogg (1919–2005), der in Zusammenarbeit mit dem British Antarctic Survey 1966, 1974 und 1979 auf der Antarktischen Halbinsel tätig war und von 1970 bis 1986 dem wissenschaftlichen Beratergremium des Survey angehört hatte.